# McKee (Kentucky)
McKee – miasto w Stanach Zjednoczonych, w stanie Kentucky, siedziba administracyjna hrabstwa Jackson.